# Alta (oraș)
Alta (în sami de nord Áltá; în kven Alattio) este un oraș situat în partea de nord a Norvegiei, în comuna Alta din provincia Finnmark,. Orașul este centrul administrativ al comunei și este situat în partea sudică a fjordului Altafjorden, la gura de vărsare a râului Altaelva. Orașul Alta are câteva suburbii: Kåfjord, Kvenvik și Jiepmaluokta la vest; Øvre Alta și Tverrelvdalen la sud; și Rafsbotn la est. Renumitele picturi rupestre din Alta⁠(en)[traduceți], înscrise pe lista patrimoniului cultural mondial UNESCO în anul 1985, se află la vest de oraș.

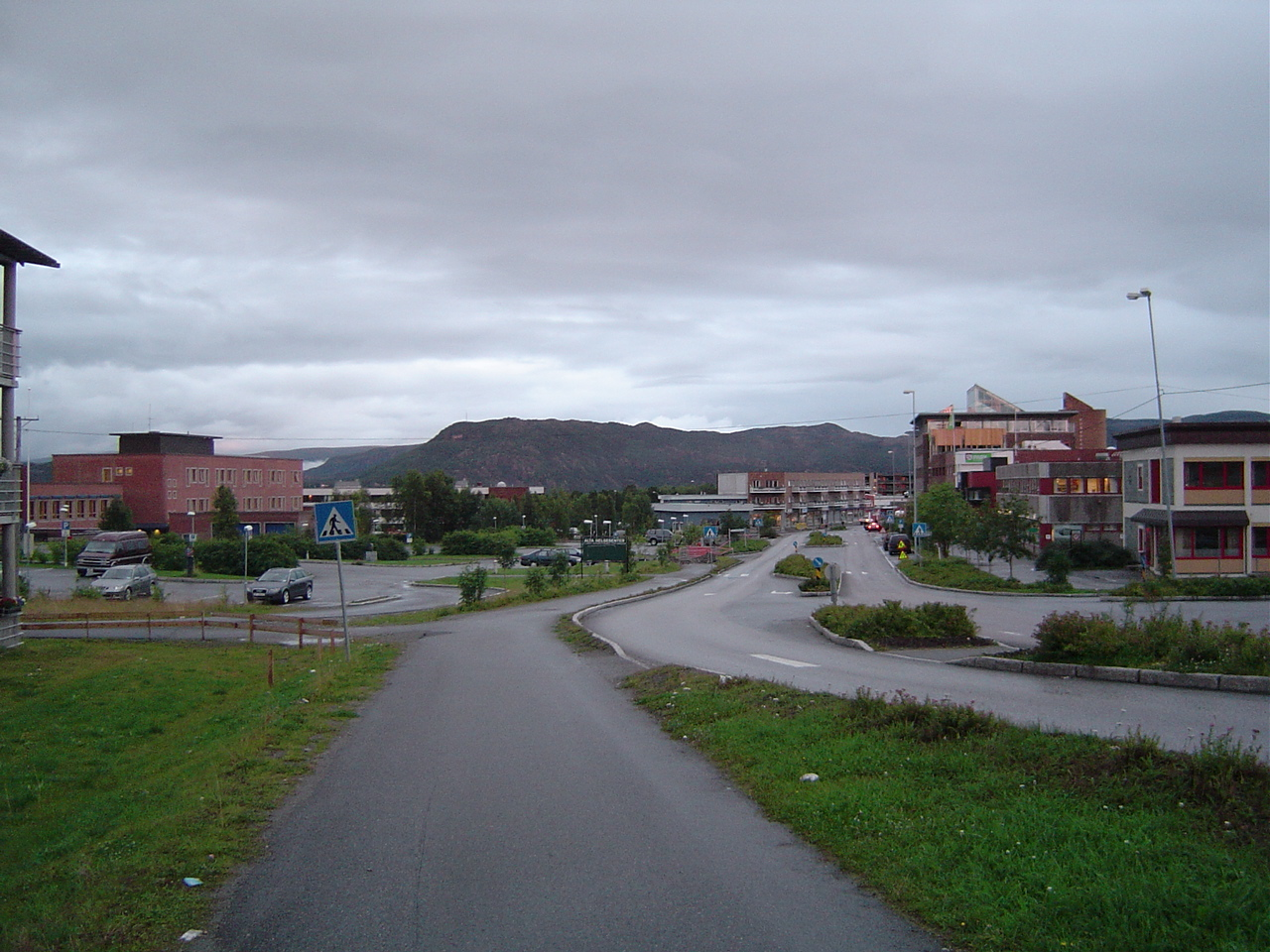
Vedere a părții centrale a orașului Alta

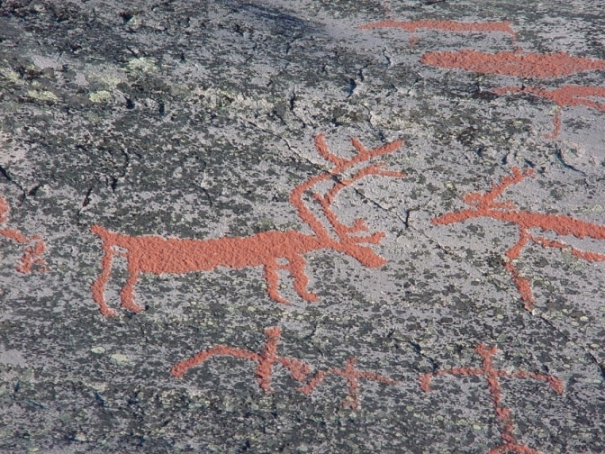
Picturile rupestre din Alta

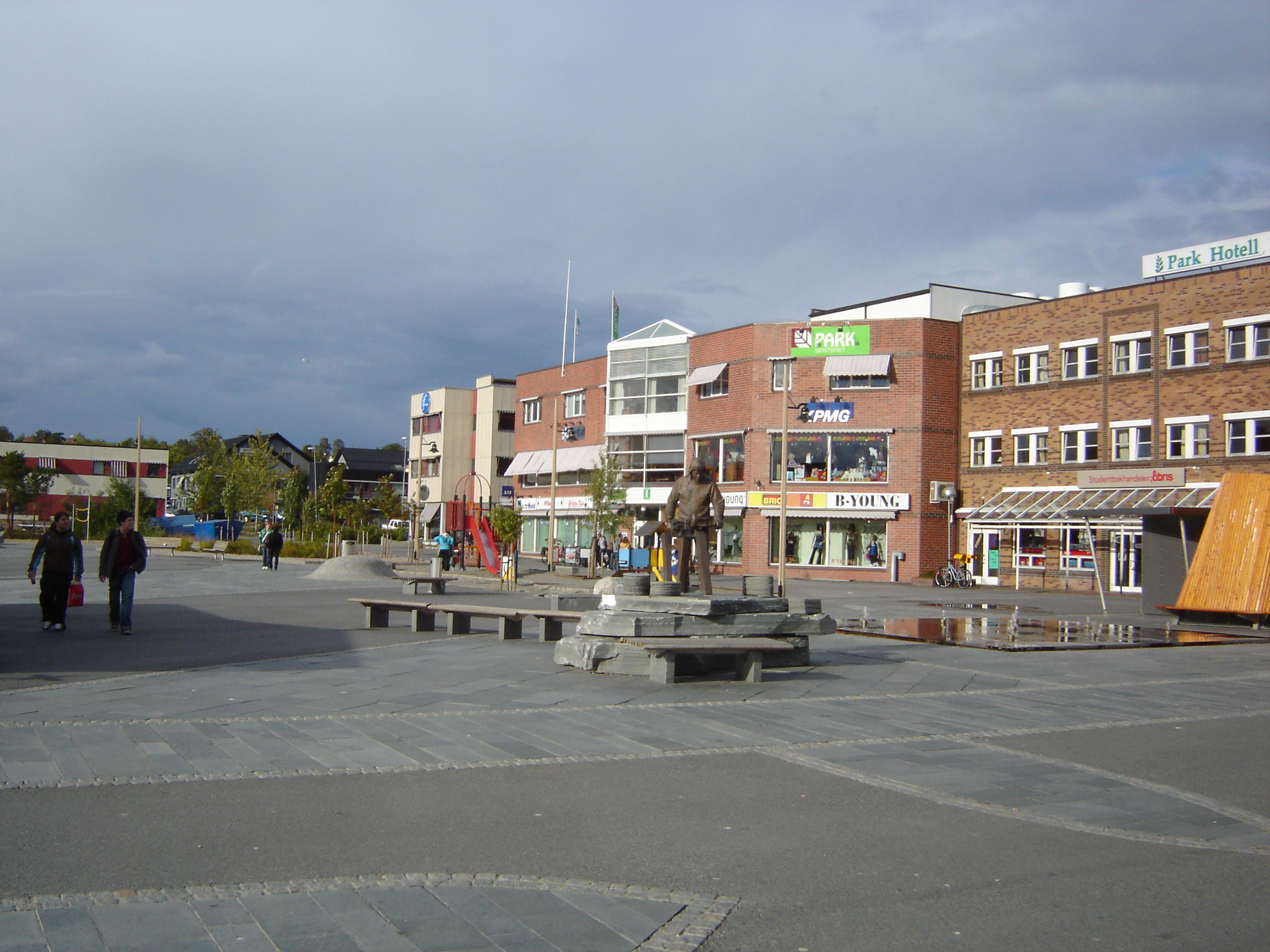
Alta Sentrum